# Biennale de São Paulo
La Biennale de São Paulo ou Biennale Internationale d'Art de São Paulo (en portugais, Bienal de São Paulo) est une exposition d'art qui se produit à São Paulo depuis 1951.
L’évènement est considéré comme l'un des principaux événements du circuit international de l'art. 

## Historique

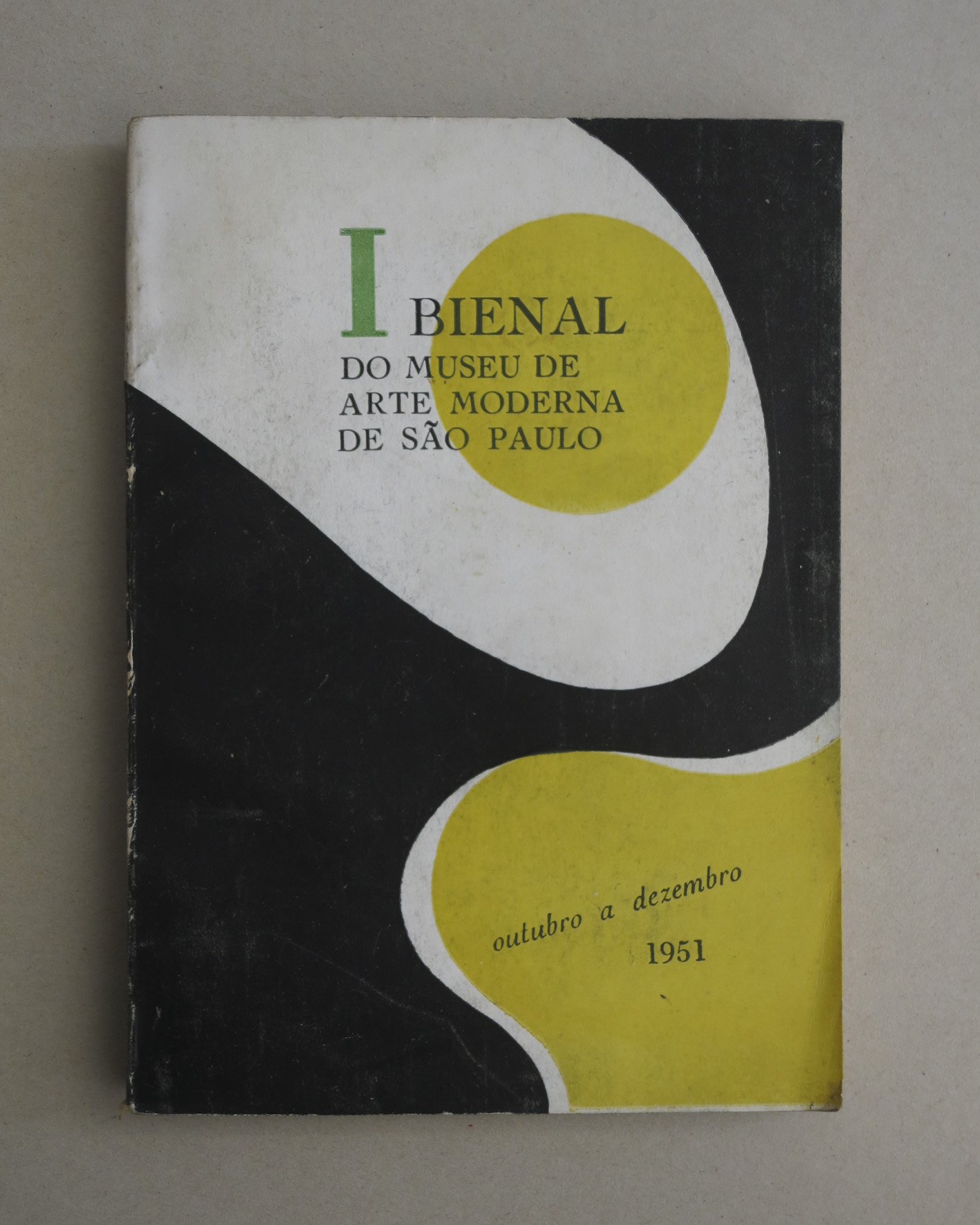
Catalogue de la première édition.

La première Biennale a eu lieu en 1951 sur le modèle de la biennale de Venise,  grâce aux efforts de l'homme d'affaires et mécène Francisco Matarazzo Sobrinho (1892-1977) (connu sous le nom Ciccillo Matarazzo) et de son épouse Yolanda Penteado. Un grand prix y est également décerné. C'est la première exposition d'art moderne tenue à l'extérieur des grands centres culturels de l'Europe et de l'Amérique du Nord. 
Cette manifestation s'est faite à un moment où un certain nombre d'autres réalisations culturelles ont été organisées à São Paulo - Musée d'Art de São Paulo (MASP) (lancé en 1947) présidé longtemps par Francisco Matarazzo Sobrinho, le Théâtre Brésilien de Comédie - TBC (1948), le Musée d'Art Moderne de Sao Paulo - MAM / SP (1949) et la Compagnie Cinématographique Vera Cruz (1949).

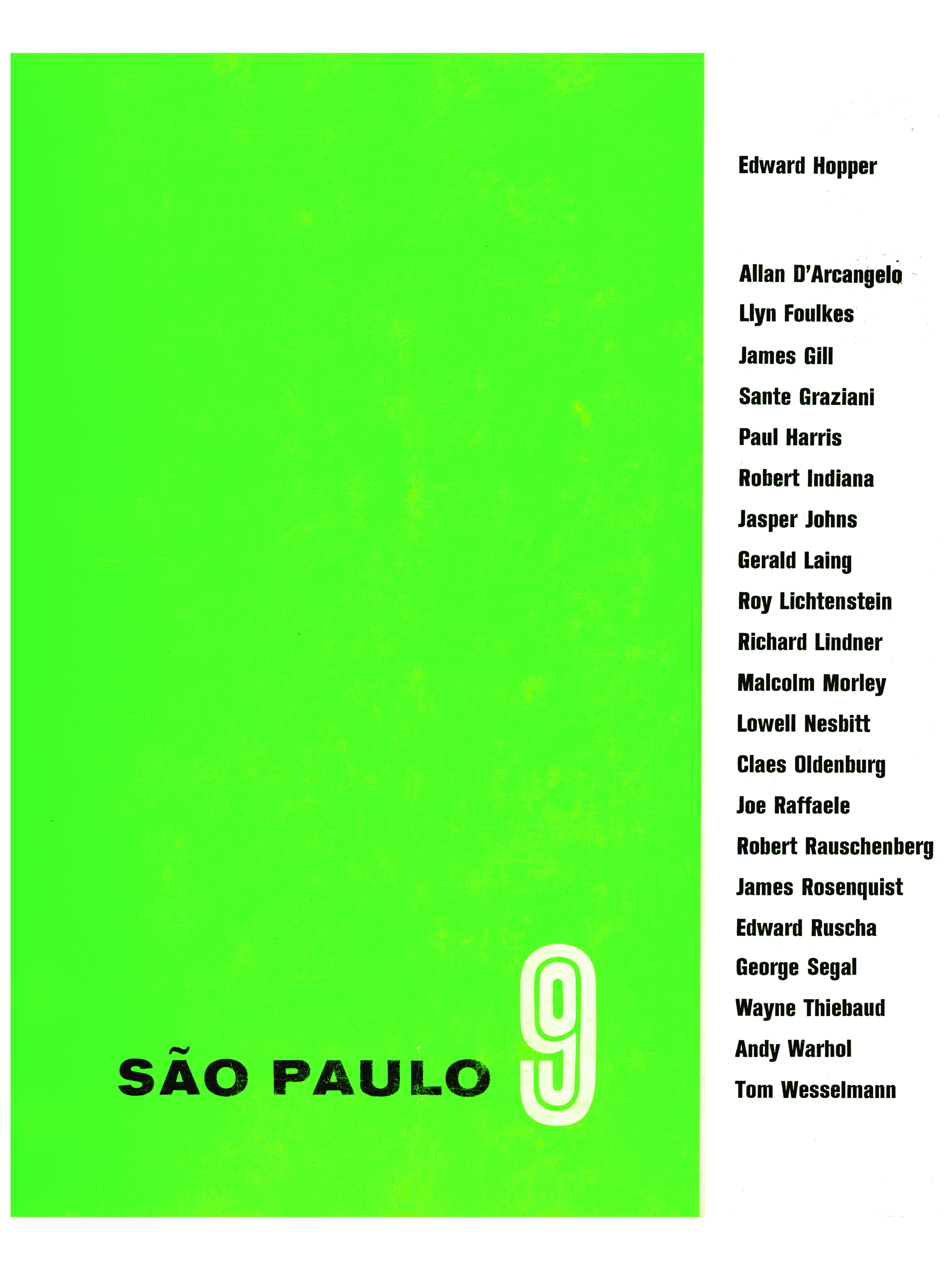
São Paulo 9 (1967).

La première Biennale apporte au Brésil pour la première fois, des œuvres de Pablo Picasso (1881-1973), Alberto Giacometti (1901-1966), René Magritte (1898-1967), Camille De Taeye (1938-2013), George Grosz (1893-1959), Robert Tatin (1902-1983), Yvette Alde (1911-1967), Roger Bezombes (1913-1994), Mario Prassinos (1916-1985), André Minaux (1923-1986), etc., et de la production brésilienne comme Lasar Segall (1891-1957), Victor Brecheret (1894-1955), Goeldi (1895-1961), Jorge Mori... 
La deuxième édition de la Biennale de décembre 1953, se produit dans le parc Ibirapuera récemment ouvert à l'occasion des célébrations du centenaire de la quatrième ville de São Paulo, dont le projet est signé par Oscar Niemeyer (1907-2012) et Burle Marx (1909-1994). Connu sous le nom de la Biennale de Guernica, le célèbre tableau de Picasso de 1937. Le salon dispose également de Constantin Brancusi (1876-1957), de Giorgio Morandi (1890-1964) et d'œuvres des futuristes italiens, et d'autres grands maîtres dans l'art international moderne. 
La Biennale de 1955 a bénéficié notamment d'œuvres de Sophie Taeuber-Arp (1889-1943).
Depuis la quatrième édition en 1957, la Biennale se produit habituellement dans le pavillon Ciccillo Matarazzo, au parc d'Ibirapuera, conçu par Oscar Niemeyer et Helio Uchoa, et dont le nom rappelle le fondateur de cette biennale, Francisco (=Ciccillo) Matarazzo Sobrinho.
En 1967, la biennale accueille l'artiste japonaise Akiko Shirai. Dans cette exposition, des artistes importants des débuts du Pop art étaient représentés, tels que James Gill et Andy Warhol.  Le grand prix de la biennale se joue entre l’Anglais Richard Smith (en) et le Français César. Le prix est finalement attribué à Richard Smith, mais la direction de la Biennale propose à César un prix d’honneur qu’il refuse.

## Renommée
Cette Biennale est détenue et organisée par la Fundação Bienal de São Paulo, une organisation sans but lucratif qui a pris le relais du Museu de Arte Moderna de São Paulo et qui promeut également la Biennale internationale d'architecture, d'urbanisme et de design de Sao Paulo en collaboration avec l'Institut des Architectes du Brésil. Cette Biennale internationale d'art de São Paulo est l'une des manifestations d'art contemporain les plus connues au monde, avec Venise bien sûr, Gwangju (en Corée), Sydney, et la Documenta à Cassel en Allemagne (qui est organisée tous les 5 ans).

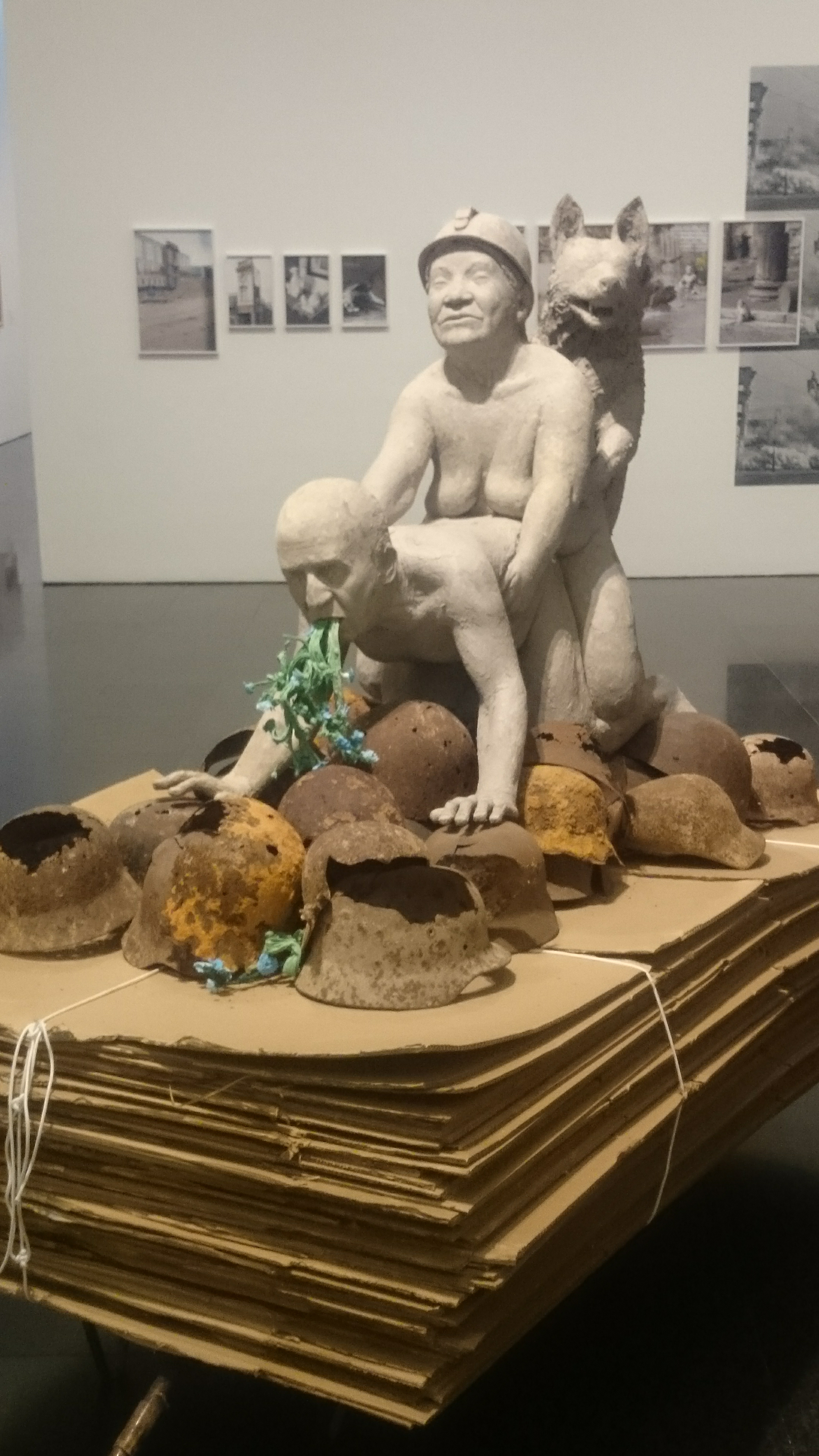
Haute couture 04 transport (2010), œuvre en papier mâché d'Ines Doujak, exposée à la.